# 宋懋澄
宋懋澄（1569年—1620年），字幼清，號雅源，直隸松江府華亭縣人，明朝詩人、小說家。

## 生平
生於隆慶三年（1569年），少慕游俠，私習古兵法，散財結客，三十歲後始折節學文，遊京師，是萬曆四十年（1612年）壬子科應天鄉試舉人。
有書樓名“九籥樓”，藏書充棟。娶妻楊氏，四十九歲時始得子。姚弘緒盛讚他說：“所為詩文，奇矯雄特，無俗子韻。”周亮工《尺牘新鈔》卷二選輯宋懋澄三十三則尺牘。萬曆四十八年（1620年）卒。

## 著作
著有《九籥集》，載有《負情儂傳》、《珠衫》、《海忠肅公》等，民間故事杜十娘即出自《負情儂傳》，後改編為《杜十娘怒沉百寶箱》。

## 家族
子宋敬輿、宋徵輿。